# Jozef Zachar
Jozef Zachar (Hlohovec, 13 dicembre 1920 – Piešťany, 1º gennaio 2013) è stato un regista slovacco.

## Biografia
Ha studiato letteratura e psicologia presso la facoltà di scienze della formazione dell'Università Comenio di Bratislava (allora chiamata Univerzita Komenského), lavorandoci poi come insegnante dal 1949 al 1950.
Dal 1950 al 1967 ha lavorato nel Bratislava Studio of Popular Science and Educational Films come regista, realizzando più di 120 cortometraggi.
Zachar ha iniziato a lavorare per la televisione nel 1964.
I suoi film hanno vinto diversi premi nei festival cinematografici nazionali e internazionali. Quelli più noti sono La scuola delle vergini (Zmluva s diablom) del 1967, ottenendo un grande successo di pubblico in Cecoslovacchia e Germania per le scene erotiche, e Očovské pastorale del 1973, con Július Pántik.
Zachar è morto nell'Alzheimercentrum di Piešťany il 1º gennaio del 2013.

## Filmografia

### Cinema
- La scuola delle vergini (Zmluva s diablom) (1967)
- Niet inej cesty (1968)
- Rekviem za rytierov (1970)
- Očovské pastorale (1973)
- Sebechlebski hudci (1976)
- Desat' percent nádeje (1976)
- Kamarátka Suska (1978)
- Demokrati (1980)
- Gulôcky (1982)
- Muz nie je ziadúci (1983)
- Lampás malého plavcíka (1984)

### Televisione
- Psychodráma - documentario TV (1964)
- Neprebudený - film TV (1965)
- Oko za oko - film TV (1967)
- Zaprásené histórie - serie TV, episodi 1x1-1x3 (1971)
- Mumu - film TV (1972)
- Milionár - film TV (1973)
- Stávka o Leokádiu - film TV (1975)
- Nepokojná láska - serie TV, 5 episodi (1975)
- Sedem krátkych rokov inziniera Hagaru - serie TV, episodi 1x1 (1977)
- Vynes na horu svoj hrob - film TV (1979)
- Bicianka z doliny - film TV (1981)
- Okná dokorán - serie TV (1986)